# Frankfurter Weg
Als Frankfurter Weg wurde seit dem 17. Jahrhundert eine ehemalige Via Regia aus dem Raum Frankfurt am Main über Paderborn und Minden nach Bremen bezeichnet. Er verband damit die Gebiete des Rheins und des Mains mit denen der Weser und der Nordsee. Vor allem in Niedersachsen erhielt dieselbe Straße nach ihrem anderen Endpunkt die Bezeichnung Bremer Weg, während sie im Hessischen ihre alte Bezeichnung und Bedeutung Wagenstraße (Wängstraße, Weinstraße) behielt. Bereits im Altertum war sie als Zinnstraße und als eine der Bernsteinstraßen bekannt.

## Verlauf
Von Bremen bis an den Rand der Mittelgebirge bei Minden konnten wesernahe Streckenverläufe  genutzt werden. Bei Minden kreuzte der Frankfurter Weg die von Ost nach West verlaufenden Wege Hellweg vor dem Santforde und den Hellweg unter dem Berg.
Auf der hochwasserfreien Weserterrasse unterhalb des Wittekindsberges und oberhalb der Weserauen wurden 2008 bei archäologischen Grabungen in Barkhausen parallel zur heutigen Straße mittelalterliche Wagenspuren entdeckt, welche auf den Verlauf des Frankfurter Weges westlich der Weser durch die Porta Westfalica hindeuten. Nach dem Urkataster von 1837 verlief hier die Alte Poststraße. Die Nutzung dieser Wegstrecke muss sehr alt sein, weil in der Nähe Reste zweier römischer Marschlager aus der Zeit der Feldzüge des Drusus (12–9 v. Chr.) und aus den Jahren am Beginn unserer Zeitrechnung ergraben wurden.
Die Werre querte der Frankfurter Weg durch die Steinfurt bei Rehme, während ein Abzweig über die Weserfurt bei Rehme nach Holtrup-Vössen ging und dann östlich der Weser als Salzstraße Richtung Lüneburg führte. Bei höheren Wasserständen wurde die nördlichere Weserfurt von Aulhausen (Amt Hausberge) benutzt. Ab dem 13. Jahrhundert existierte in Minden eine zunächst hölzerne Brücke über die Weser an der Stelle der dortigen Furt. Zuweilen bildeten am Weserdurchbruch Porta Westfalica die Hochwasser eine Unterbrechung des Frankfurter Weges und seines Abzweiges. So musste Karl der Große 784 einen geplanten Feldzug in das nördliche Stammesgebiet der Sachsen an dieser Stelle abbrechen.
Bei Rehme zweigte nach Südwesten die Kölner Straße Richtung Herford und Bielefelder Pass ab, während sich der Frankfurter Weg in die Richtungen Vlotho (Weserhafen) und Exter gabelte. Hierdurch entstand dort eine Kreuzung mit Altstraßen in fünf Richtungen:
- nordwestlich über die Werrefurt nach Bremen
- nordöstlich über die Weserfurt nach Hamburg und Lübeck
- südwestlich über die Kölner Straße durch den Osning (Teutoburger Wald) und über Rheda und Hamm bis an den Rhein
- südsüdöstlich über Vlotho, Lemgo und Detmold nach Paderborn und weiter an den Main
- südsüdwestlich über Exter, Salzuflen und Schötmar nach Paderborn.

In Wehrendorf (zwischenzeitlich aufgegangen im Ortsteil Valdorf der Stadt Vlotho) existierte spätestens seit dem 13. Jahrhundert eine Kreuzung mit einem weiteren wichtigen Ost-West-Weg von Braunschweig und Hildesheim nach Osnabrück und Münster, in diesem Bereich Herforder Straße genannt. Noch 1556 gab es hier (vermutlich im Bereich der heutigen Waddenbergstraße) einen Landzoll. Ein als Kapelle bezeichnetes sakrales Gebäude wird bereits für die Zeit um 900 in Wehrendorf erwähnt. Sie galt im Abrissjahr 1828 als Ruine. Hier lag vermutlich der frühmittelalterliche Schnittpunkt der Altstraßen. Die heutige Kirche wurde erst 1969 errichtet, in diesen Zeitraum fällt nach der Abpfarrung aus dem Gemeindeverbund Valdorf die Neugründung einer eigenständigen Kirchengemeinde in Wehrendorf.
Die Herforder Straße kreuzte die westliche Route des Frankfurter Weges in Exter und nahm dort auch eine Straße vom wichtigen Weserhafen Vlotho auf, über den große Teile des Handels der Hansestadt Herford abgewickelt wurden.
Durch den Osning (Teutoburger Wald) benutzte der Frankfurter Weg die Dörenschlucht.
Den Westfälischen Hellweg kreuzte er in Paderborn, wo wenig östlich der Autobahnanschlussstelle "Paderborn-Zentrum" der archäologische Nachweis der Schnittstelle bei der Wüstung Balhorn gelang.
Mit einer Altstraße von Köln über Hagen, Iserlohn, Arnsberg und Brilon an die Weser bei Herstelle entstand eine Kreuzung in Horhausen (seit dem 13. Jahrhundert Niedermarsberg), welche durch die Eresburg (heute Obermarsberg) gesichert wurde. Von dieser Altstraße zweigte bei Bredelar eine weitere Altstraße über Arolsen und Dörnberg nach Kassel ab, wodurch nur wenig südlich der Eresburg eine zweite Kreuzung mit dem Frankfurter Weg entstand. Diese Altstraßenkreuze waren für die altsächsische Zeit so bedeutend, dass sich hier bis 772 das Stammesheiligtum der Irminsul befunden haben soll. Am 12. Oktober 900 erhielt der Abt Bovo von Corvey von König Ludwig IV. für sein Klostergut Niedermarsberg (urkundlich "villa Horohusun") das Markt-, Münz- und Zollrecht verliehen. Hierbei handelte es sich um eines der frühesten deutschen Marktrechte, wodurch auch die Bedeutung des Frankfurter Weges damals deutlich zunahm.
Nach zwei Funden römischer Straßenabschnitte auf der Strecke von Niedermarsberg an die Weser im Jahre 1880 wurde eine Römerstraße durch das Tal der Diemel vermutet. Spätestens im Frühmittelalter trennte sich die Straße zur Weser bereits in Scherfede von der Diemel, während die Straße an der Diemel über Warburg auf Kassel zuführte.
Ab dem 16. Jahrhundert wurde der Höhenweg aus dem Marsberger Raum südlich der Diemel über Rhoden, Wethen, der Diemelfurt bei Germete, Daseburg, Rösebeck und Borgentreich zum Weserhafen Beverungen als Eiserweg (Eisenweg) bezeichnet.
Den Verlauf des Frankfurter Weges in Hessen beschreibt die Weinstraße (Wagenstraße, Wängstraße).

## Geschichte
Wesentlich für den westlicheren Verlauf dieser Altstraße gegenüber der ursprünglicheren Nord-Süd-Verbindung direkt an Fulda und Weser war die Gründung des Bistums Paderborn durch die Anwesenheit Karls des Großen sowie des aus Rom nach Sachsen vor Ehebruchsvorwürfen geflüchteten Papstes Leo III. im Jahre 799. Durch die Zerstörung des 831 gegründeten Erzbistums Hamburg durch die Normannen und dessen Verlegung nach Bremen im Jahre 845 bildete sich die nördliche Endstrecke dieser auch Bremer Weg genannten Altstraße aus.
Ein zeitig belegter Nutzer des Weges war der isländische Benediktinerabt Nikulás Bergsson († 1159) des Klosters Munkaþverá in Eyjafjörður in Nordisland. Er unternahm in den Jahren zwischen 1149 und 1154 eine Pilgerreise nach Rom und Jerusalem. Nach seiner Rückkehr verfasste er bis 1159 das Leiðarvisir (=Wegweiser) genannte Itinerar dieser Reise. Von Dänemark kommend überquerte er zwischen Itzehoe und Stade die Elbe mit einer Fähre und benutzte die Allerfurt bei Verden (Furdi). Westlich der Weser zog er über Nienburg (Nyjoburg) bis zur Weserfurt in Minden (Mundioburg), wo er die Bischofskirche St. Peter besuchte und den Mundartwechsel feststellte. Nach zwei Tagesreisen erreichte er Paderborn (Poddobrunnar) mit der Bischofskathedrale St. Liborius. Er fand dort die Reliquien des Heiligen vor. Von dort zog er in vier Tagesreisen über Hortus (Horhusen/Niedermarsberg), der Gnitaheidr und Kiliandr nach Mainz (Meginzoborg) weiter.
Die erste noch hölzerne Weserbrücke in Minden wurde in einer Urkunde vom 12. Juni 1258 erstmals erwähnt. Daraufhin verlor die damals relativ hochwassersichere Furt Ouwelhusen (Aulhausen im Amt Hausberge) ihre Bedeutung. Am wichtigen Weserhafen Vlotho ist zudem seit 1423 eine Fähre für das trockene Übersetzen von Fuhrwerken nachweisbar. Am 5. Dezember 1486 verkaufte das Bistum Minden die stiftseigene Furt Aulhausen mit dem Fischwehr an Heinrich von Beveren, Bürger zu Minden.
Die 1428 ersterwähnte Brücke über die Werre in Gohfeld zog ab dem 15. Jahrhundert den Verkehr auf dem Frankfurter Weg an sich. Verbindungen zwischen den beiden Hauptstrecken wie die von Lemgo nach Salzuflen oder vom Weserhafen Vlotho über Exter nach Herford gewannen, die Furten bei Rheme verloren an Bedeutung.
In der Schlacht bei Vlotho am 17. Oktober 1638 wurde die Gohfelder Brücke von der (katholischen) Kaiserlichen Reiterei unter Graf Westerholt zerstört, um dem Protestantisch-Schwedischen Heer den Rückzug von der Belagerung Lemgos zur Festung Minden abzuschneiden.
Am 1. August 1759 kam es zwischen französischen und britisch-deutschen Truppen zum Gefecht bei Gohfeld um diese strategisch wichtige Brücke.